# Локотко, Владимир Владимирович
Владимир Владимирович Локотко (род. 18 июля 1954, Усть-Каменогорск) — советский хоккеист, защитник, призёр чемпионатов СССР, мастер спорта СССР международного класса, хоккейный тренер.

## Биография
Воспитанник усть-каменогорского хоккея. Играл в ряде советских клубов высшей лиги. Забил 60 шайб в чемпионатах страны.
В ходе опроса лучших хоккеистов Казахстана XX века вошёл в первую пятерку на позиции левого защитника.
Игровую карьеру заканчивал в шведских клубах низших дивизионов.

## Достижения
- — 2 место в чемпионате СССР — 1976, 1981, 1982
- — 3 место в чемпионате СССР — 1978, 1984
- — Кубок Европейских Чемпионов — 1975, в составе «Крылья Советов»  (Москва)